# Rantau Binuang
Rantau Binuang is een bestuurslaag in het regentschap Aceh Selatan van de provincie Atjeh, Indonesië. Rantau Binuang telt 694 inwoners (volkstelling 2010).